# Xerardo Estévez Fernández
Xerardo Denis Felipe Estévez Fernández, nacido el 25 de mayo de 1948 en Santiago de Compostela, es un arquitecto y político gallego.

## Trayectoria
Estudió en la Escuela Técnica Superior de Arquitectura de Barcelona, especializándose en urbanismo. Establecido en 1972 en Compostela, trabajó como arquitecto y urbanista, formando el equipo Oikos con otros profesionales, y realizó trabajos de investigación sobre arquitectura, urbanismo y patrimonio.
Como alcalde de Santiago de Compostela en los periodos 1983-1986 y 1987-1998, aplicó su formación para impulsar la conservación y transformación de la ciudad a través del urbanismo, la arquitectura y la cultura. Impulsó la inclusión de la ciudad y el Camino de Santiago en la Lista del Patrimonio Mundial, y la elección como una de las Ciudades Europeas de la Cultura en el año 2000.
Durante su mandato, Compostela recibió numerosos premios, entre ellos el Premio Europeo de Urbanismo 1998 por el Plan Especial de Ciudad Histórica. Impulsó el Real Patronato de Santiago de Compostela y la creación del Consorcio de Santiago, organismo en el que las administraciones locales, autonómicas y estatales cooperan en las políticas urbanísticas y la conservación del conjunto histórico.
Fue diputado del PSdeG-PSOE en el Parlamento de Galicia entre 1981 y 1983, y miembro del Congreso de los Diputados de España entre 1993 y 1995.
En 1998 abandonó la actividad política renunciando a su cargo de alcalde de Santiago de Compostela, y en 1999 volvió al ejercicio de la arquitectura, que compaginó con su actividad como conferenciante y escritor, profesor de cursos de urbanismo y patrimonio, y con el asesoramiento a administraciones e instituciones. Colaboró habitualmente en las páginas de opinión de La Voz de Galicia.
Entre otras distinciones, ostenta el título de Hijo Predilecto y Medalla de Oro de Santiago de Compostela, Medalla Castelao de la Junta de Galicia y medalla del Consejo Superior de los Colegios de Arquitectos de España.

## Obra
- Compostela, vanguardia y sosiego (2000; con Xurxo Lobato y Manuel Rivas)
- Santiago de Compostela. Planeamiento y gestión. En J. Maderuelo (Ed.) Arte público: Naturaleza y Ciudad (2000)
- Santiago de Compostela, Spain. En R. Pickard (Ed.) Management of Historic Centres (2001)
- Educación e urbanismo. A cidade como proxecto cívico. En M. A. Santos Rego y M. M. Lorenzo Moledo (Eds.) A construcción educativa da cidade. Unha perspectiva transversal (2001)
- Opinión y práctica en la ciudad histórica. Quintana, revista de estudios de Historia da Arte, 3, 2004.
- Paisajes urbanos con-texto y sin-texto. En J. Nogué (Ed.) La construcción social del paisaje (2007)
- Paisajes y Palabras. Santiago de Compostela, 2012.
- Galícia. Del paisatge rururbà al megaterritori antropitzat. En Franges. Els paisatges de la perifèria (2012)
- Compostela, ayer y hoy. En Arqueología de la memoria reciente. Construcción de la ciudad y el territorio en España 1986-2012 (2013)
- Ciudad histórica: lugar de culto vs. espacio político. Encuentro Internacional de Arquitectura Contemporánea en Ciudades Históricas (Sevilla, 2013)
- Bonaval, de onte a hoxe. Da arquitectura á cidade (2019; con C. García Braña, M. X. Fernández Cerviño y A. Alonso Lorenzo)
- A Catedral da Arquitectura (Ed.; con M. X. Fernández Cerviño y A. Martín Prieto) 2022.